# Candice Michelle
Candice Michelle Beckman-Ehrlich (Milwaukee, Wisconsin; 30 de septiembre de 1978) es una actriz, modelo y luchadora profesional estadounidense retirada, conocida por su paso en la World Wrestling Entertainment de 2005 al 2009. Dentro de la empresa destaca un reinado como Campeona Femenina de la WWE y uno como Campeona 24/7 de la WWE.

## Primeros años
Beckman creció en Milwaukee, Wisconsin y tiene raíces alemanas y costarricenses. Tiene un ávido interés en muchos deportes. Debido a que es del estado de Wisconsin, Candice es fanática de los Green Bay Packers. A los dieciséis años, Beckman ganó un concurso de modelos en la pista de patinaje local. Alrededor de 1999, se mudó a Los Ángeles, California, para convertirse en una modelo profesional y actriz. Estudió artes teatrales en Santa Mónica College tenía en la cámara de actuación y la técnica Meisner que la formó en "The Piero Dusa Acting Studio". Fue durante este tiempo que Beckman adoptó su segundo nombre Michelle como su apellido de trabajo. Candice apareció en numerosas revistas de culturismo y coches, como FLEX y Lowrider Magazine, además de ser nombrada una "Ciber Chica" de la semana en la edición de junio de 2002 de Playboy. Beckman también hizo apariciones en programas de televisión, tales como Party of Five, 7th Heaven y Hotel Erotica, así como aparecer en películas como Tomcat, Anger Management, Dodgeball y A Man Apart.

## Carrera

### World Wrestling Entertainment (2004-2009)

#### 2004-2005
Candice Michelle fue a la WWE como concursante del Diva Search 2004. A pesar de que no quedó dentro de las 10 participantes finales que salieron en televisión, la WWE contrató a Candice y la puso en la marca Raw en el papel de una maquilladora. Inicialmente, el papel de Candice Michelle fue limitado, no le daban roles importantes y rara vez aparecía en televisión. Entre sus pocas apariciones destacan concursos de bikinis o segmentos en vestidores.
El 30 de junio del 2005, Candice Michelle fue movida a SmackDown!, en donde se alió con Torrie Wilson en contra de Melina y Jillian Hall, este feudo culminaría con la derrota de Wilson ante Melina en The Great American Bash. Meses después sería traída de vuelta a Raw junto a Torrie, mientras Stacy Keibler y Christy Hemme fueron movidas a SmackDown! en su lugar. Candice y Wilson cambiarían a heel al atacar a la debutante Ashley Massaro, uniendo fuerzas con Victoria y formando el trío posteriormente conocido como The Vince's Devils. El feudo se extendió cuando Trish Stratus se vio involucrada después de ayudar a Massaro durante un ataque perpetuado por Michelle, Torrie y Victoria, enfrentándose numerosas veces contra la dupla, posteriormente Mickie James se aliaría con Stratus y Ashley para enfrentar al trío. Candice estrenaría un nuevo rol con actitudes de hada e incluso saliendo al ring con una varita de plástico y abriendo su chaqueta dejando ver su vestimenta. Durante ese tiempo tuvo una oportunidad por el Campeonato Femenino en Taboo Tuesday 2005, donde no logró ganar.

#### 2006

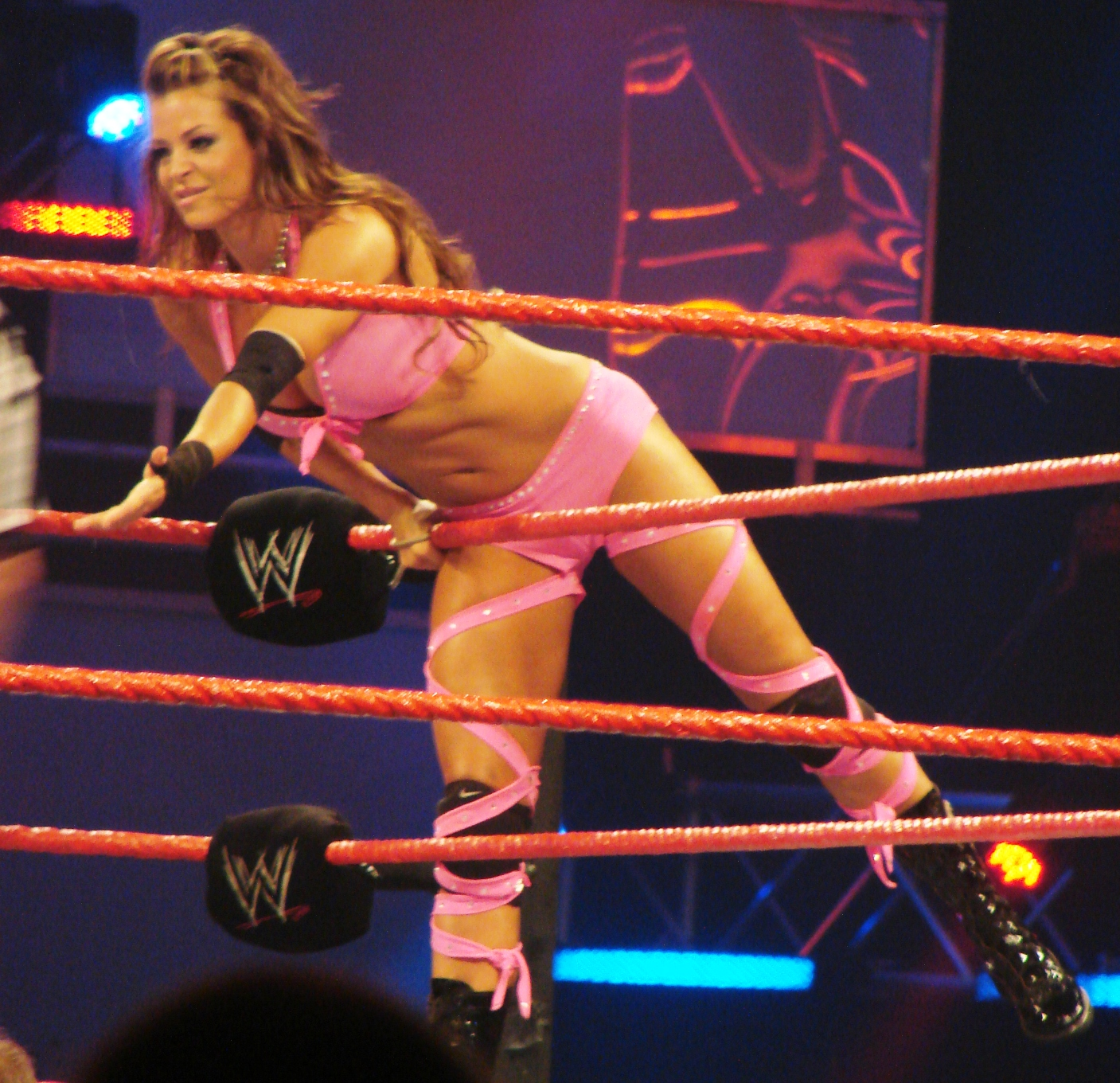
Candice Michelle en RAW

Candice participó en New Year's Revolution 2006 en una Bra & Panties Gauntlet Match, sin embargo fue eliminada por Maria. En el episodio del 13 de febrero de Raw, Michelle acompañó a Torrie en un esfuerzo perdido ante Ashley. Después de ganar una batalla real el lunes siguiente, Candice obtuvo su primera oportunidad titular en solitario por el contra la entonces campeona Trish Stratus el 27 de febrero en Raw, sin embargo debido a un malentendido con Torrie, Michelle perdió la lucha. Tras el partido, Candice abofeteó Wilson culpándola en la historia, por la pérdida. Candice y Torrie se distanciarían hasta que el trío finalmente se disolvió después de que junto a Victoria atacara a Wilson durante la revelación de su portada para Playboy, posteriormente se verían envueltas en un breve feudo que llegó hasta WrestleMania 22 en una Playboy Pillow Fight, saliendo derrotada. El feudo se extendió un poco más en segmentos no transmitidos y luchas menores, para que después Michelle y Victoria se aliarían brevemente con Mickie James en el feudo que esta tenía con Trish, dicha alianza se disolvería en la edición de Raw del 17 de julio, dónde cambiaría a face después de ser traicionada por James y Victoria.

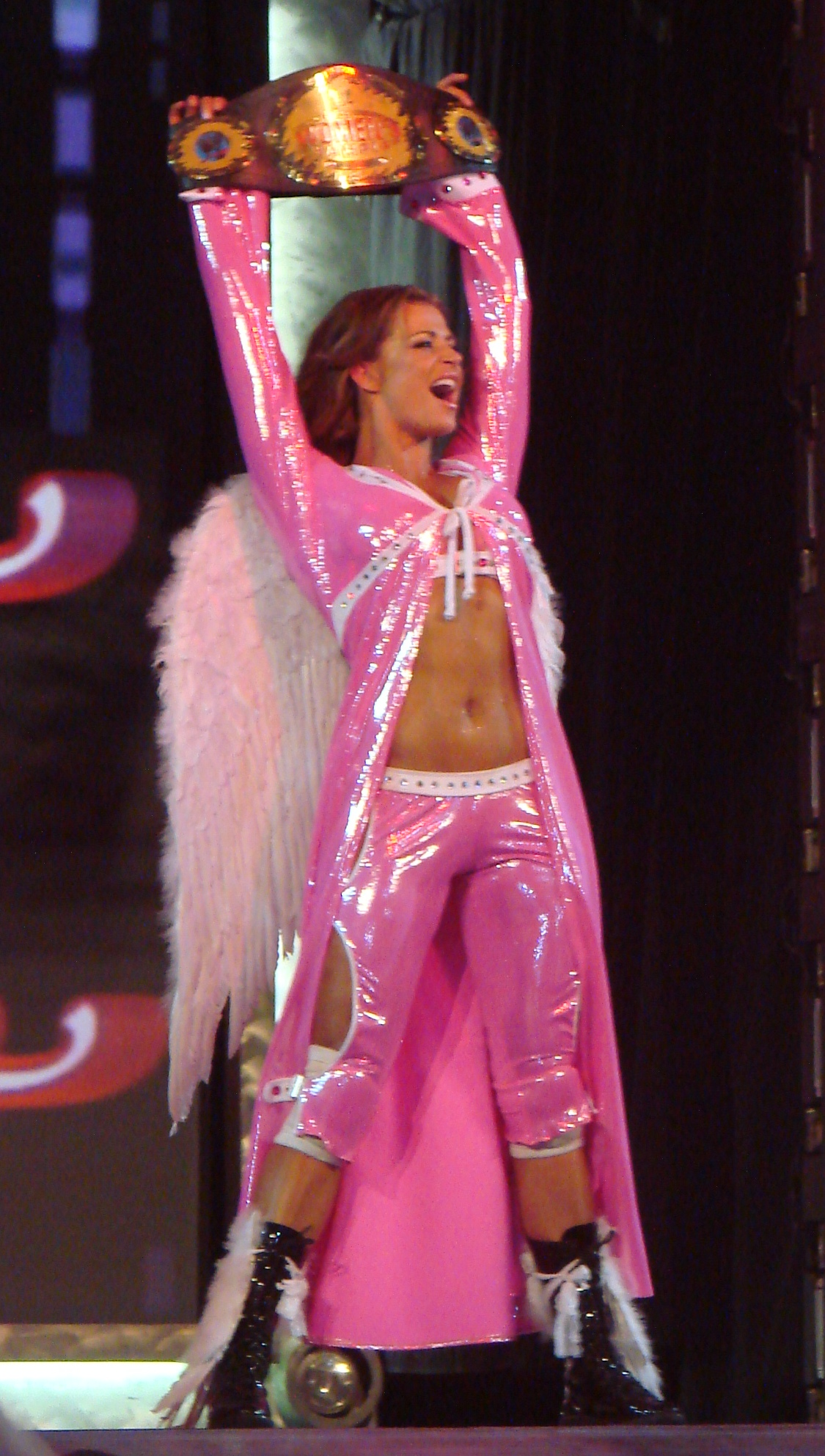
Candice, como Campeona femenina de la WWE.

El 9 de septiembre en Raw, participaría en el torneo para coronar a la nueva campeona femenina después del retiro de Trish en Unforgiven, siendo eliminada por Lita durante la primera fase gracias a la interferencia de Edge. El lunes 27 de noviembre durante una batalla real, Victoria por accidente rompió la nariz de Michelle, debido a esto fue sometida a cirugía el 30 de noviembre para reparar su tabique desviado.

#### 2007
Candice regresaría a la acción el 22 de enero del 2007 en Raw, dónde junto a Mickie derrotaría a Melina y Victoria después de lo acontecido en New Year's Revolution. Michelle tomaría un papel secundario en el feudo que Ashley y Melina tenían rumbo a WrestleMania 23 después de que está última atacará verbalmente a las "Playmate Divas", poco después de la victoria de Melina sobre Massaro en dicho PPV, está comenzaría un feudo titular directamente con Michelle, mismo que culminaría con la victoria de esta última en Vengeance para conseguir el Campeonato femenino, y en la posterior revancha que dio lugar en The Great American Bash. Beth Phoenix entraría a la escena titular de la mano de sus aliadas Jillian Hall y Melina, teniendo una defensa exitosa en Unforgiven, sin embargo perdería el campeonato en No Mercy. Michelle haría efectiva su revancha para el 22 de octubre en Raw, la estipulación especial era "2 or 3 falls", durante el encuentro Candice cayó desde la tercera cuerda a la lona, esto le provocó una contusión cerebral y fractura de clavícula mismas que la dejaron fuera de acción por lo que resto del año.

#### 2008-2009
Candice Michelle regresaría el 18 de febrero del 2008 en Raw, distrayendo a Beth Phoenix durante su combate contra Maria, esto las llevaría a empezar un feudo en parejas rumbo a WrestleMania XXIV donde Candice y Maria enfrentarían a Beth y Melina, sin embargo poco tiempo después se anunciaría que Candice no podría participar debido a una lesión en la clavícula, siendo reemplazada por Ashley Massaro. El 1 de septiembre hizo su regreso en Raw haciendo equipo con Mickie James y Kelly Kelly derrotando a Beth Phoenix, Katie Lea Burchill y Jillian Hall, comenzando un feudo titular con Phoenix, mismo que culminaría con su derrota en No Mercy. Candice solo tendría breves apariciones para luchas en equipo o batallas reales, también participaría en Cyber Sunday para el "Diva Halloween Costume Contest" disfrazada de Marilyn Monroe, mismo que sería ganado por Mickie James. En Survivor Series, formó parte del "Team Raw" junto a Mickie James, Jillian Hall, Beth Phoenix y Kelly Kelly para enfrentar al "Team SmackDown" que estaba conformado por Maryse, Victoria, Michelle McCool, Natalya y Maria, logrando eliminar a estas dos últimas. 
El 2 de febrero de 2009 en Raw, disputaría su última lucha dentro de la WWE contra Beth Phoenix, perdiendo tras la intervención de Rosa Mendes y Santino Marella. El 5 de abril, Candice y Mae Young fueron las encargadas de coronar a la "Miss WrestleMania XXV", al no poder formar parte de la batalla real de último minuto después de una lesión en el tobillo. El 15 de abril por el draft suplementario fue enviada a Smackdown .
El 19 de junio, Candice sería liberada de su contrato con la WWE.

#### 2019
El 22 de julio del 2019, Candice hizo se regreso a WWE en Raw como parte de las leyendas invitadas, durante el show derrotó a Kelly Kelly por el  Campeonato 24/7, sin embargo, lo perdería poco tiempo después contra Alundra Blayze.

### Circuito Independiente (2011 y 2017)
Candice participó en el Divamania Tour: 2011, junto con otras ex-divas como Jillian, Tiffany y Maria. Candice debutó en MCW en 2017 de la mano de Melina Peréz quien era campeona de dicha empresa, Michelle y Peréz dieron un discurso de respeto mutuo, agradeciendo por su amistad y tiempo que pasaron juntas cuando ambas formaban parte de la WWE. A mediados del año, Candice confirmó que tendría su lucha oficial de retiro ante Lisa Marie Varon en su ciudad natal después de 8 años de estar inactiva, la lucha dio lugar el 2 de diciembre de 2017 en House of Hardcore: 36 donde término derrotando a Varon con un "Tornado DDT"; Al final del encuentro, Candice agradeció al público, Lisa y a WWE por las oportunidades que le brindaron, retirándose oficialmente de la lucha libre.

## Vida personal
Candice confesó en 2016 en Table for 3 un programa de WWE transmitido vía Streaming que su finisher principal se llamaría "El Orgasmico", sin embargo cuando le envió el correo a Stephanie McMahon para que lo aprobara esta lo rechazó porque no había una historia detrás del nombre. Candice también dijo que usó su vara mágica en su debut luchístico en WWE porque sería su signo distintivo como lo es el mazo para Triple H, sin embargo dijo que se burlaban de ella por llevar una vara de plástico, Más tarde un padre le pidió que autografiara la varita mágica de su hija porque era fanática de Candice desde que ella la utilizó.
Beckman dijo que tuvo problemas con Lita y Melina al inició de su carrera como luchadora profesional, explica que esto se debía a que las mujeres que ya luchaban antes de WWE se sentían frustradas con las que eran modelos o actrices porque recibían más oportunidades sin tener un verdadero interés en la lucha libre, Candice con el tiempo les demostró lo contrario ganándose su amistad, respeto y admiración. En una gira de WWE en 2009, Candice luchó con la clavícula rota para evitar quedar inactiva, sin embargo, a mediados del año los doctores le dieron negativo para regresar al ring, forzándola al retiro; Al ver que su carrera había terminado optó por formar una familia con su esposo.

## Otros Medios
A lo largo de la carrera de Candice, ha aparecido en varios programas de televisión, revistas, desfiles y películas además de en 3 videojuegos de WWE tales como : Smackdown vs Raw 2007,2008 y 2009.
- Películas

- Dodgeball: A True Underdog Story 
- Confessions of a Dangerous Mind
- High Crimes
- Province 77
- Horrorween.

- Televisión

- Comerciales de Go Daddy
- Party of Five
- The Man Show
- Playboy TV's Totally Busted
- The Tonight Show with Jay Leno
- Monk.
- Hotel Erotica

- Internet

- Ivolt.com (Desnuda)
- Playboy Cyber Club (Desnuda)
- FM Concepts (modelando Bondage)

- Revistas

- Playboy (Desnuda, abril del 2006)
- Import Tuner magazine
- FM Concepts Inc (Fetichismo, bajo el nombre de Mackenzie Montgomery)

## En lucha
- Movimientos finales
  - Candywrapper (Inverted double underhook facebuster o Inverted double underhook standing bulldog)-2007-2009[11][12]
  - Candy Kick(Spinning heel kick)–2007-2009[13]
  - Sugar Rush (Forward Russian legsweep)[14][15]–2006
  - Candylicious (Hanging figure-four leglock)-2005-2009[12]
  - Implant DDT - 2017
- Movimientos de firma
  - Bridging northern lights suplex[2]
  - Diving crossbody
  - Elbow drop, procedido de su baile 
  - Hurricanrana[2]
  - Rolling neck snap
  - Sitout rear mat slam
  - Tilt–a–whirl headscissors takedown[2]
- Luchadores dirigidos
  - Torrie Wilson
  - Victoria
  - Mickie James
  - Maria Kanellis
  - Cryme Time

- Managers
  - Victoria
  - Torrie Wilson
  - Mickie James

- Temas de Entrada
  - "Holla" de Desiree Jackson (2004)[16]
  - "What Love Is" por Jim Johnston (2005–2007).
  - "What Love Is (Remix)" por Scooter y Lavelle (2007–2009)

## Campeonatos y logros
- World Wrestling Entertainment/WWE
  - WWE Women's Championship (1 vez)
  - WWE 24/7 Championship (1 vez)
- Pro Wrestling Illustrated
  - PWI Mujer del año - 2007
  - PWI Luchador que más ha mejorado - 2007
  - Situada en el N°10 en el PWI 50 Female del 2008[17]